# シュコダ RSO
シュコダRSO、（独: Škoda RadSchlepper Ost、東部用装輪式牽引車）またはポルシェ Typ 175としても知られる本車は、第二次世界大戦中に開発、運用されたドイツの大型四輪駆動砲兵トラクターである。 1941年にフェルディナント・ポルシェによって設計され、シュコダ社によって生産された。 1942年から1944年の間に約206台の車両が生産された。

## 概要
シュコダ RSOは、東部戦線への物資補給・砲牽引を主な用途とした多目的トラクターとして、1941年、フェルディナント・ポルシェによって設計された。 この車両は、排気量6023ccのポルシェ独自設計の空冷直列4気筒ガソリンエンジンを搭載していた。スターターとして、2気筒ガソリンエンジン（ KdF-Wagenエンジンの半分）が使用された 。
開発と生産は、シュコダ自動車工場で行われた。 最初の試験が1942年に行われたが、結果は期待外れだった。重量が大きく、車輪が狭いため、接地圧が高くなり、比較的固い路面でも走行は困難だった。また凍結した路面では、車両を操縦することはほとんど不可能だった。さらに燃費もかなり悪かったが、これらの問題にもかかわらず、1942年から1944年の間に約200台のトラクターが生産された。しかしそれらの欠点のため、シュコダ RSOは東部戦線に配備されることは無かった。代わりに本車は西部戦線に配備され、一部の車両はバルジの戦いやノルマンディーでの戦いに従事した 。